# Ferdinand VI
Ferdinand VI, dit le Sage (en espagnol : Fernando VI), né le 23 septembre 1713 à Madrid et mort le 10 août 1759 à Villaviciosa de Odón, est roi d'Espagne et des Indes de 1746 à 1759. 
Il est le troisième fils de Philippe V et de Marie-Louise-Gabrielle de Savoie, ainsi que l'arrière-petit-fils de Louis XIV. Il est couronné roi d'Espagne en 1746.

## Biographie

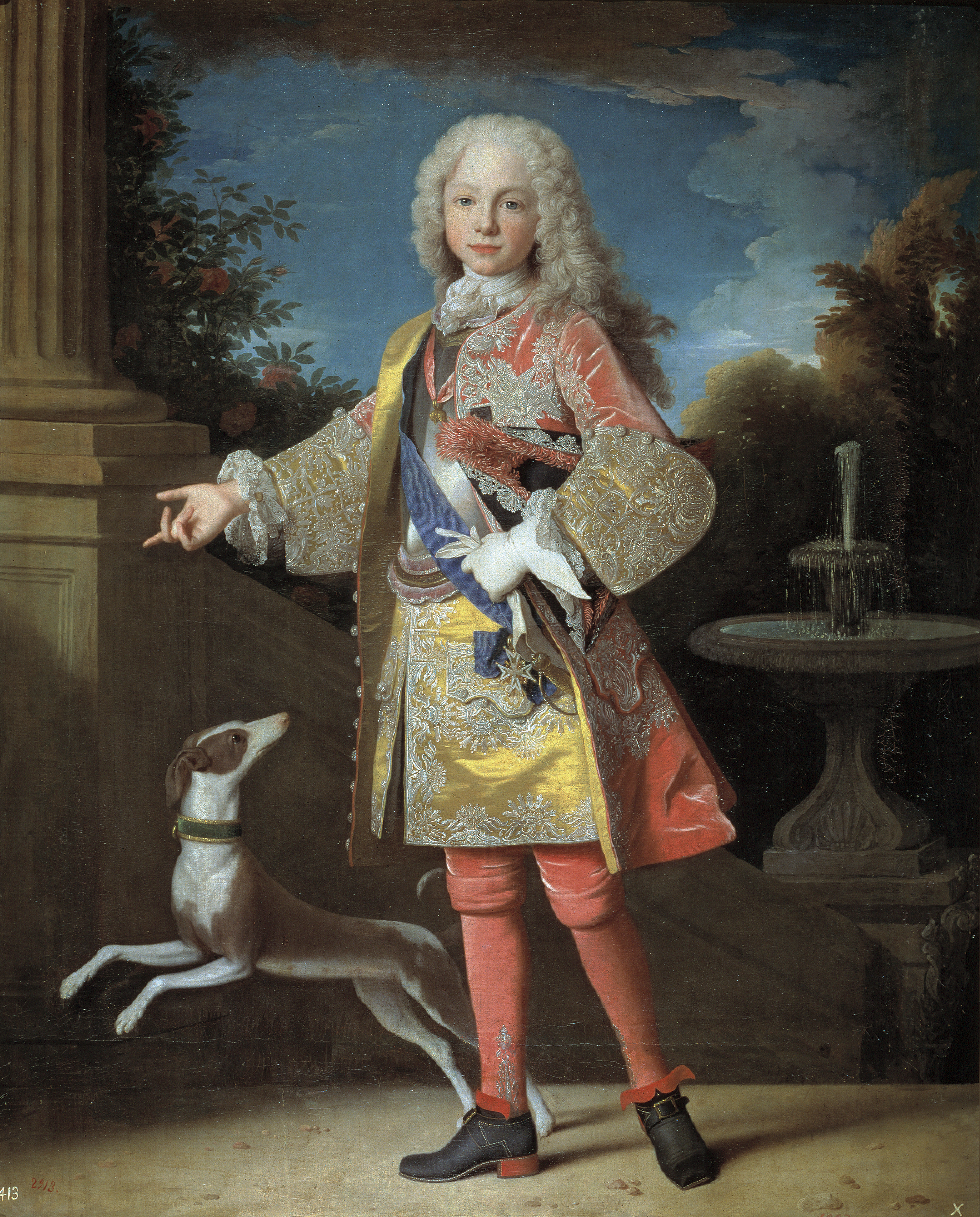
L'infant Ferdinand, par Jean Ranc.

### Jeunesse et mariage
Né à l'Alcázar royal de Madrid à la fin de la guerre de Succession d'Espagne, il est troisième dans l'ordre successoral après ses frères Louis, né en 1707, et Philippe-Pierre, né en 1712. La reine Marie-Louise meurt peu après sa naissance et le roi Philippe V se remarie à la nièce du duc de Parme François Ier, Élisabeth Farnèse, femme de caractère qui, très rapidement, exerce son emprise sur le roi et fait montre d'une grande ambition pour ses propres enfants. Tandis que la reine Élisabeth donne une nombreuse progéniture au roi, l'infant Philippe meurt en 1719. Le roi abdique en 1724 en faveur de son fils aîné qui devient le roi Louis Ier, et qui meurt prématurément quelques mois plus tard. Ferdinand, âgé de neuf ans, ne ceint pas la couronne, son père renonçant à sa retraite pour reprendre le pouvoir, au grand soulagement de son épouse. L'adolescence de Ferdinand est assez déprimante et solitaire. La seconde épouse de son père est une femme autoritaire qui n'a d'affection que pour ses propres enfants et qui regarde son beau-fils comme un obstacle à leur fortune. L'hypocondrie de Philippe V laisse Élisabeth maîtresse du palais. En 1731, elle envoie son fils aîné à Parme puis à Florence, pour recueillir la succession des Farnèse et des Médicis dont elle est l'héritière. En 1735, celui-ci est nommé roi de Naples et de Sicile.
Ferdinand est d'un tempérament mélancolique, timide, méfiant et renfermé. Il répugne à prendre des décisions, sans pour autant être incapable d'agir fermement, comme en 1754, quand il s'agira de couper court aux intrigues de son ministre Ensenada, en le faisant arrêter.
En 1729, sa sœur Marie-Anne-Victoire, d'abord fiancée à Louis XV, est mariée à Joseph de Portugal, tandis que Ferdinand est marié le 20 janvier 1729 à Badajoz à Marie-Barbara de Portugal, sœur de Joseph et, comme lui, fille du roi Jean V et de Marie-Anne d'Autriche. Il forme avec elle un couple harmonieux, mais la santé de la reine étant mauvaise, ils n'eurent pas de postérité.
Après la fin de l'asiento, cédé pour 30 ans à la Couronne d'Angleterre, survient en 1739 la guerre de l'oreille de Jenkins qui se prolonge l'année suivante à travers la guerre de Succession d'Autriche.

### Règne
Philippe V meurt le 9 juillet 1746, alors que l'armée espagnole est vaincue à Plaisance le 16 juin précédent. Les Autrichiens s'emparent de Gênes et pénètrent en Provence.

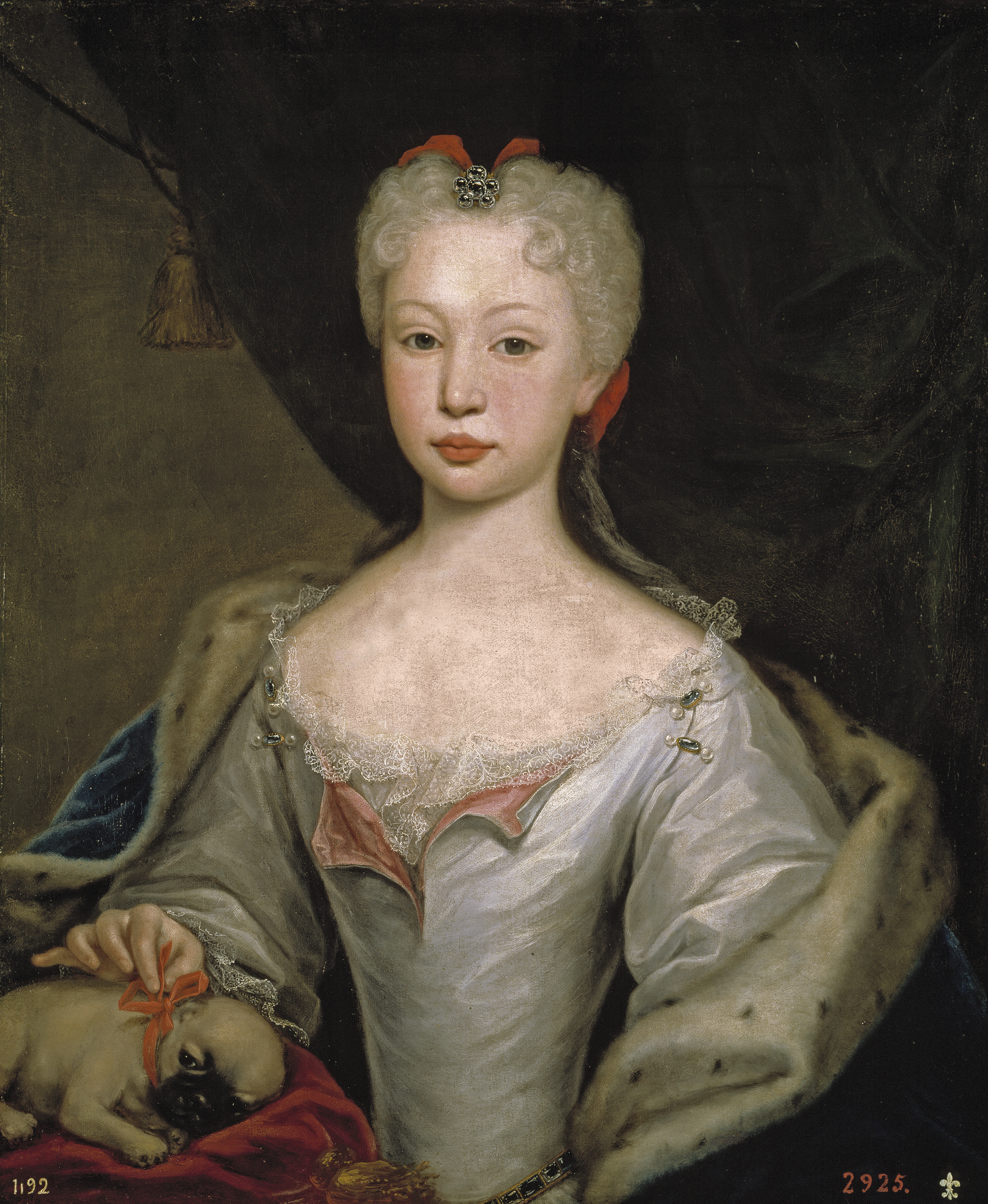
Marie-Barbara de Bragance, par Domenico Duprà, 1725.

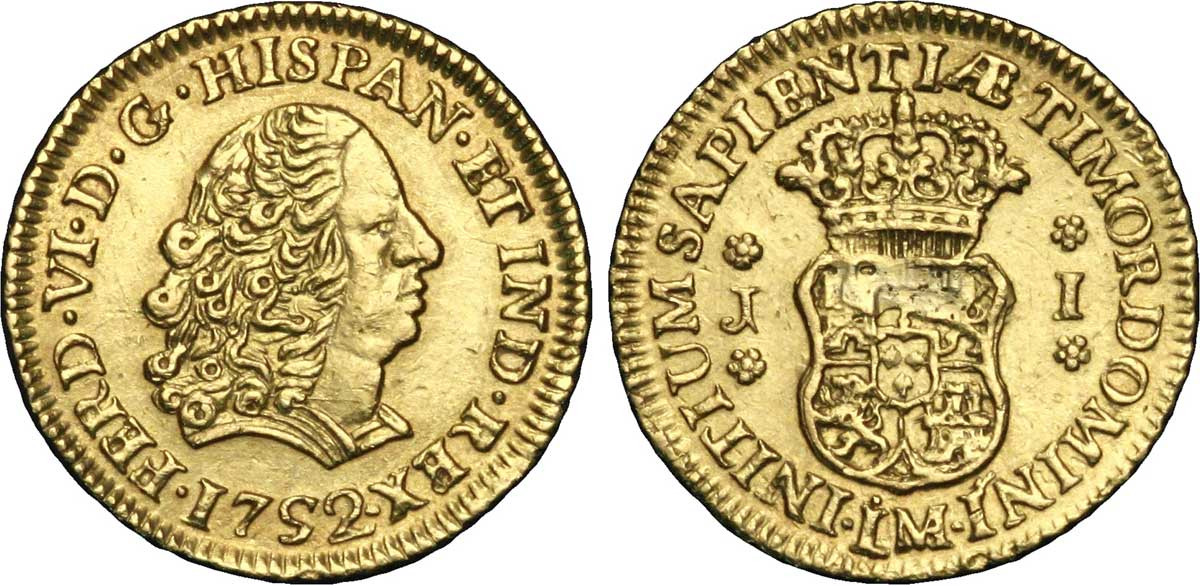
Un escudo à l'effigie de Ferdinand VI, 1752.

Au milieu de cette guerre, Ferdinand, âgé de 34 ans, succède à son père sur le trône d'Espagne. Des défilés de chars sont organisés dans la ville de Séville à l'occasion de la commémoration de son avènement sur le trône avec Marie-Barbara de Portugal. Huit peintures, commandées par la Fabrique royale de tabac de Séville au peintre Domingo Martínez relatent cet événement, dont Char de la remise des portraits des Rois à la Mairie, Char du feu et Char de l'annonce de la mascarade. Elles sont conservées au musée des beaux-arts de Séville.
Le nouveau roi commence par rappeler ses troupes. Les Français, alliés de l'Espagne, sont obligés de se retirer sur le Var. Pendant ce temps, 30 000 soldats russes arrivent en renfort de l'Autriche. La guerre a déjà coûté fort cher aux belligérants. La France a perdu 500 000 hommes, sa marine est anéantie, ses finances ruinées. On songe donc à la paix.
Les préliminaires sont signés à Aix-la-Chapelle le 30 avril 1748. Le traité définitif, signé le 18 octobre, rétablit le statu quo ante bellum dans les empires espagnol et britannique et donne à l'infant Philippe, demi-frère de Ferdinand, mais aussi gendre de Louis XV, les duchés de Parme, Plaisance et Guastalla ; une bien maigre compensation pour le prix de tant de sacrifices. Afin de consolider la paix, Ferdinand marie sa sœur Marie-Antoinette avec Victor-Amédée, héritier du royaume de Sardaigne, le 31 mai 1750.
Lorsque le 15 mai 1756 la Grande-Bretagne déclare la guerre à la France et que toute l'Europe s'enflamme à nouveau lors de la guerre de Sept Ans, Ferdinand prend bien soin de ne pas prendre part au conflit. José de Carvajal remplace Villarias au poste de ministre des Affaires étrangères. Le Premier ministre Ensenada, au pouvoir depuis 1743, jugé trop favorable aux Français, est remplacé en 1754 par Richard Wall, qui pousse à maintenir l'équilibre entre la France et la Grande-Bretagne. Ensenada est même convaincu de trahison et ne doit son salut qu'à l'intervention de son ami Farinelli.
À la mort de son épouse, le 27 août 1758, Ferdinand tombe dans un état de prostration. S'enfermant dans son château de Villaviciosa, il refuse de s'occuper des affaires du gouvernement. Il meurt un an plus tard, le 10 août 1759. Son demi-frère Charles, roi de Naples et de Sicile, lui succède.
Il est inhumé au côté de sa femme en l'église du couvent des Salésiennes royales à Madrid. Le 15 janvier 1760 est célébrée à la cathédrale Notre-Dame de Paris une cérémonie religieuse à la mémoire des deux époux. L'oraison funèbre est prononcée par Gabriel François Moreau, évêque de Vence.

### Bilan du règne
Ce prince, atteint de neurasthénie profonde tout comme son père, était parfois en proie à des scrupules torturants. Il se passionnait pour la chasse et la musique. Il pensionna le castrat Farinelli qu'il nomma directeur de l'opéra de Madrid et qu'il fit chevalier de l'ordre de Calatrava, la plus haute dignité espagnole. 
En 1749, il lance la "Grande Redada" ordre d'extermination des gitans d'Espagne qui conduira les hommes comme esclaves des arsenaux et des grands travaux et les femmes et les enfants en prison. Les chiffres de mortalité donnent 15000 morts. C'est la première extermination étatique européenne  conduite au nom de la race. 
Ferdinand VI fit mener à bien des réformes financières et militaires. Il ranima le commerce, établit des manufactures, fit creuser des canaux, rétablit la marine, favorisa les études, créa plusieurs universités et fonda l'Académie royale des beaux-arts Saint-Ferdinand. Malgré ces dépenses, les coffres de l'Espagne étaient pleins, ce qui ne s'était pas vu depuis trois siècles.

## Titres
Don Fernando, par la grâce de Dieu, roi de Castille, de Léon, d'Aragon, des deux Siciles, de Jérusalem, de Navarre, Grenade, Tolède, Valence, de Galice, Majorque, Séville, Sardaigne, de Cordoue, de Corse, de Murcie, Jaen, Seigneur de Biscaye et de Molina.

## Dans la culture populaire
Dans le film Pirates des Caraïbes : La Fontaine de Jouvence de Rob Marshall (2011), le rôle de Ferdinand VI est interprété par Sebastian Armesto.

### Sources
- Alphonse Viollet, Histoire des Bourbons d'Espagne, Paris, Lacour et Maistrasse, Moreau, 1843 (lire en ligne).
- Manuel Marliani, Histoire politique de l'Espagne moderne, t. II, Paris, Paulin, 1841 (lire en ligne).
- Thomas d'Yriarte, Abrégé de l'histoire d'Espagne, Paris, Gérard, 1803 (lire en ligne).
- Denis Diderot et Jean Le Rond d'Alembert, Encyclopédie ou dictionnaire raisonné des sciences, des arts et des métiers, t. XIII, Genève, Pellet, 1777 (lire en ligne), « Ferdinand VI », p. 1032-1034.